# Communauté de communes du Sullias
La communauté de communes du Sullias est une ancienne communauté de communes française située dans le département du Loiret en région Centre-Val de Loire.

## Histoire
Le 2 août 1967, un Syndicat intercommunal à vocation multiple est créé regroupant 10 des 11 communes de l'actuelle communauté de commune.
Cette communauté de communes a été créée le 1er décembre 2012.
Dans un communiqué de presse daté du 17 mars 2016 et intitulé « Le nouveau schéma départemental de coopération intercommunale du Loiret », la préfecture du Loiret annonce la fusion de la communauté de communes du Sullias et de la communauté de communes du Val d'Or et Forêt à compter du 1er janvier 2017 au sein de la communauté de communes du Val de Sully à laquelle est ajoutée la commune de Vannes-sur-Cosson.

## Composition
Elle est composée des onze communes suivantes :
| Nom                      | Code Insee | Gentilé          | Superficie (km2) | Population (dernière pop. légale) | Densité (hab./km2) |
| ------------------------ | ---------- | ---------------- | ---------------- | --------------------------------- | ------------------ |
| Sully-sur-Loire (siège)  | 45315      | Sullylois        | 43,60            | 5 413 (2014)                      | 124                |
| Cerdon                   | 45063      | Cerdonnais       | 67,07            | 979 (2014)                        | 15                 |
| Guilly                   | 45164      | Guillylois       | 17,03            | 647 (2014)                        | 38                 |
| Isdes                    | 45171      | Isdois           | 43,89            | 546 (2014)                        | 12                 |
| Lion-en-Sullias          | 45184      | Lugduniens       | 24,49            | 401 (2014)                        | 16                 |
| Neuvy-en-Sullias         | 45226      | Neuvysulliens    | 25,28            | 1 309 (2014)                      | 52                 |
| Saint-Aignan-le-Jaillard | 45268      | Saint-Aignanais  | 24,31            | 609 (2014)                        | 25                 |
| Saint-Florent            | 45277      | Saint-Florentais | 37,78            | 444 (2014)                        | 12                 |
| Saint-Père-sur-Loire     | 45297      | Saint-Pérois     | 10,69            | 1 045 (2014)                      | 98                 |
| Viglain                  | 45336      | Viglainois       | 39,99            | 882 (2014)                        | 22                 |
| Villemurlin              | 45340      | Villemurlinois   | 48,95            | 611 (2014)                        | 12                 |

## Politique et administration

### Siège
Le siège de la communauté de communes est situé à Sully-sur-Loire.

### Les élus
La communauté de communes est gérée par un conseil communautaire composé de 24 membres représentant chacune des communes membres et élus pour une durée de six ans, à raison de deux délégués par commune de moins de 5 000 habitants et quatre délégués par commune de plus de 5 000 habitants.

### Présidence
Le 10 décembre 2012, le conseil communautaire se réunit pour la première fois et élit son premier président, Alain Leboulanger, maire d'Isdes.
Le conseil communautaire du 15 avril 2014, a élu un nouveau président, Alain Aché, maire de Cerdon, et désigné ses 3 vice-présidents qui sont : 
1. Jean-Luc Riglet, maire de Sully-sur-Loire ;
2. Nicole Lepeltier, maire de Villemurlin ;
3. Jean-Claude Badaire, maire de Saint-Florent.

Ils forment ensemble l'exécutif de l'intercommunalité pour le mandat 2014-2020.
| Période       | Période   | Identité          | Étiquette | Qualité          |
| ------------- | --------- | ----------------- | --------- | ---------------- |
| Décembre 2012 | Mars 2014 | Alain Leboulanger |           | Maire d'Isdes.   |
| Avril 2014    | En cours  | Alain Aché        |           | Maire de Cerdon. |

### Sources
- Conseil général du Loiret - Communauté de communes du Sullias
- Le SPLAF (Site sur la population et les limites administratives de la France)
- La base ASPIC
- La BANATIC